# Vöhrum/Eixe/Landwehr
 Vöhrum/Eixe/Landwehr  ist eine Ortschaft der Stadt Peine im Landkreis Peine in Niedersachsen mit etwa 7600 Einwohnern.

## Geschichte
Am 1. März 1974 wurden die vorher selbstständigen Gemeinden Vöhrum im Landkreis Peine, Eixe im Landkreis Peine und Landwehr im Landkreis Burgdorf in die Stadt Peine eingemeindet und zu einer Ortschaft zusammengeschlossen. Sie besteht aus den Ortsteilen Vöhrum, Eixe und Landwehr. Jeder Ortsteil führt ein eigenes Wappen.

## Politik

### Ortsrat
Der Ortsrat, der die Ortsteile Vöhrum, Eixe und Landwehr vertritt, setzt sich aus neun Mitgliedern zusammen. Die Ratsmitglieder werden durch eine Kommunalwahl für jeweils fünf Jahre gewählt.
Bei der Kommunalwahl 2021 ergab sich folgende Sitzverteilung:
| Ortsrat 2021Insgesamt 9 Sitze - SPD: 3 - Grüne: 1 - WG: 5 | Ortsratswahl 2021Wahlbeteiligung: 59,01 % 6050403020100 56,4 %35,5 %8,1 % WGaSPDGrüneAnmerkungen:a Wählergemeinschaft „Gemeinsam für Vöhrum/Eixe/Landwehr“ |

### Ortsbürgermeister
Ortsbürgermeister ist Ingo Reinhardt (Wählergemeinschaft). Frühere Ortsbürgermeister waren:
- 1974–2006: Bernd Leunig (SPD)
- 2006–2016: Ewald Werthmann (SPD)
- 2016–2021: Dirk Franz (SPD)

## Vereinsleben
Es gibt den Heimat- und Kulturverein Vöhrum-Eixe-Landwehr e.V.